# Gessamí Caramés i Núñez
Gessamí Caramés i Núñez (l'Ametlla de Mar, 28 d'agost de 1992) és una pastissera, barista, escriptora i presentadora de televisió catalana, que des de novembre de 2017 copresenta el programa Cuines de TV3.
És graduada en comunicació audiovisual per la Universitat Rovira i Virgili i interessada en les arts escèniques, però també en el món de l'hoteleria i la restauració. Després de finalitzar la seva formació universitària s'incorporà a l'Institut Escola d'Hoteleria i Turisme de Cambrils a un grau mitjà de formació professional de cuina i serveis on s'especialitzà en l'elaboració de begudes amb cafè.
Com a cuinera però sobretot com a barista ha guanyat diverses competicions locals i regionals, com ara el Campionat de Baristes de Tarragona de 2015.
Professionalment es va iniciar treballant en una cafeteria i desenvolupà interès pel món del cafè. A Barcelona ha treballat per diversos restaurants, entre els quals un d'Alta Cuina del cuiner basc Martín Berasategui Olazabal. També col·labora en el negoci pastisser de la seva família.
El 2020 fou la pregonera de les festes majors de la Mare de Déu de la Candela de la seva Cala natal.
Durant la gravació del programa Joc de cartes, emès en prime time, va conèixer al també presentador del Cuines Marc Ribas. I el 2017, després d'un càsting, va passar a formar part gradualment de l'equip del Cuines liderant la secció de postres. Sempre acaba el seu program amb l'expressió "meleta de romer".
El 10 de març de 2021 va publicar el seu primer llibre, Meleta de romer, sobre postres i receptes essencials de pastisseria.